# Zawjałowka (obwód orenburski)
Zawjałowka (ros. Завьяловка) – wieś (sieło) w Rosji, w obwodzie orenburskim, w rejonie bugurusłańskim. W 2010 liczyła 785 mieszkańców.